# Узем
Узем (на македонска литературна норма: Узем) е село в Северна Македония, в община Крива паланка.

## География
Селото е разположено в областта Славище на три километра западно от ГКПП Гюешево-Деве баир.

## История
В края на XIX век Узем е българско село в Кривопаланска каза на Османската империя. Според статистиката на Васил Кънчов („Македония. Етнография и статистика“) от 1900 година Узем е населявано от 330 жители българи християни.
Цялото християнско население на селото е под върховенството на Българската екзархия. По данни на секретаря на екзархията Димитър Мишев („La Macédoine et sa Population Chrétienne“) в 1905 година в Узем има 400 българи екзархисти.
Според преброяването от 2002 година селото има 256 жители.
| Националност     | Всичко |
| северномакедонци | 254    |
| албанци          | 0      |
| турци            | 0      |
| роми             | 0      |
| власи            | 0      |
| сърби            | 2      |
| бошняци          | 0      |
| други            | 0      |

## Личности
Родени в Узем
- Цветко, български хайдутин, четник на Румена войвода[4]